# Димитар Илијев
Димитар Илијев (Димитровград, 1950 — Димитровград, 3. октобар 2023) био је српски сликар и вајар.

## Биографија
Рођен је 1950. године у Цариброду. Завршио је средњу уметничку школу у Нишу. Дипломирао је 1977. године на Софијској ликовној академији, одсек вајарство, у класи професора Димитра Даскалова, где је и магистрирао.
Члана је УЛУС-а. Осим вајарства и сликарства, више од 20 година бавио се педагошким радом и захваљујући својој усрдности велики број ученика су завршили уметничке школе и академије. Аутор је многих сценских решења, како у позоришту, тако и за разноврсне културне манифестације. Од доласка у Центар за културу у Димитровграду организовао је око 450 изложби. Један је од иницијатора и организатора Међународне ликовне колоније Погановски манастир, која је 2018. године одржана по 26. пут.
Илијев је учествовао у преко 150 колективних и имао 30 самосталних изложби у Србији и иностранству. Добитник је неколико признања за афирмацију ликовне уметности. Оснивач је галерије Методи Мета Петров чији је управник био до 2015. године. Живио је и стварао у Димитровграду.